# Eric Braeden
Eric Braeden, właściwie Hans-Jörg Gudegast (ur. 3 kwietnia 1941 w Bredenbek) – niemiecko-amerykański aktor filmowy i telewizyjny, najbardziej znany z roli Victora Newmana w operze mydlanej stacji CBS Żar młodości.

## Życiorys

### Wczesne lata
Urodził się w Niemczech w Kilonii jako syn Wilhelma Gudegasta, burmistrza gminy Bredenbek, i Matilde Gudegast. Jego ojciec zmarł, gdy miał 12 lat. Wyemigrował do USA w 1959 roku. Mieszkał w Teksasie i przez kilka lat pracował w laboratorium University of Texas Medical School, zanim przeniósł się do Los Angeles, gdzie uczęszczał do Santa Monica College. Studiował na The University of Montana w Missouli. Zanim rozpoczął karierę aktorską wstąpił do lokalnej pół-profesjonalnej drużyny piłkarskiej.

### Kariera
Początkowo występował w rolach epizodycznych i nie był zbyt popularny. Po rozmowie z agentem artystycznym Lwem Wassermanem, postanowił zmienić swoje niemieckie inicjały. Jego nowe nazwisko pochodzi od miejsca urodzenia.
Po debiucie w niezależnym dramacie Operation Eichmann (1961), wystąpił w dramacie wojennym Morituri (1965) z Marlonem Brando, filmie science fiction Ucieczka z Planety Małp (1971) i dreszczowcu The Ultimate Thrill (1974) z Britt Ekland. Grał też w teatrze, m.in. w spektaklu Kean na Santa Monica Playhouse i broadwayowskiej produkcji The Great Indoors (1966) z Geraldine Page i Curdem Jürgensem.
W 1980 roku dostał swoją rolę życia. Zaczął się wcielać w postać złowrogiego milionera Victora Newmana, męża Nikki Reed i głowy rodziny biznesmenów w operze mydlanej CBS Żar młodości, a rola ta przyniosła mu nagrodę Emmy w 1998 roku. Był też do niej nominowany w latach: 1987, 1990, 1996, 1997, 1998, 1999, 2000, 2004. W 1997 roku zdobył też nagrodę Soap Opera Update dla „aktora w dziennym serialu dramatycznym” i w 1998 został wyróżniony jako „Najbardziej popularny aktor” przez czytelników magazynu People. Był również nominowany do nagrody Soap Opera w kategorii „Najlepszy aktor” w 1998.
Braeden pojawił się w ponad 120 serialach telewizyjnych, w tym w operze mydlanej CBS Moda na sukces (1999) jako Victor Newman i sitcomie CBS Jak poznałem waszą matkę (How I Met Your Mother, 2008), a także filmach telewizyjnych m.in.: w dramacie NBC Sędzia i pani Wyler (The Judge and Mrs. Wyler, 1972) z Bette Davis, komedii CBS Happily Ever After (1978) z Suzanne Somers i Tyne Daly oraz telewizyjnej adaptacji powieści Jackie Collins NBC Uśmiechy losu (Lucky Chances, 1990) obok Nicollette Sheridan, Vincenta Irizarry, Michaela Nadera, Stephanie Beacham, Leann Hunley i Sandry Bullock jako Dimitri Stanislopolous.
W grudniu 1991 roku, Breaden wszedł w konflikt z kolegą z planu, Peterem Bergmanem. Po ostrych wymianach słów, producent i scenarzysta serialu, William Joseph Bell, zagroził im zwolnieniem. Wkrótce jednak aktorzy pozostali w dobrych stosunkach.
Ważną rolą aktora była rola Johna Jacoba Astora IV w filmie Jamesa Camerona Titanic (1997). Był producentem wykonawczym i zagrał postać Reese Paxtona w westernie The Man Who Came Back (2008).
W 1989 roku został wybrany, jako jedyny aktor, do nowo utworzonej niemieckiej rady German American Advisory Board. W tej grupie są m.in.: dr Henry Kissinger, Katharine Graham, Alexander Haig, Steffi Graf i Paul Volcker.
20 lipca 2007 roku otrzymał swoją gwiazdę w Hollywoodzkiej Alei Gwiazd.
W 2009 roku otrzymał nagrodę Przyjaciela Niemiec od amerykańskiego stowarzyszenia nauczycieli języka niemieckiego.

### Życie prywatne
8 października 1966 roku ożenił się z Dale Russell. Mają syna Christiana (ur. 9 lutego 1970), który napisał scenariusz do filmu Odwet (A Man Apart, 2003) z Vinem Dieselem. Zamieszkali w Los Angeles. Oboje byli świadkami na ślubie pary aktorskiej – Boba Crane’a i Sigrid Valdis.
Braeden grał w piłkę nożną z kilkoma drużynami, w tym w drużynie żydowsko-amerykańskiej z Maccabees, z którymi w latach 1972-73 wygrał Mistrzostwa Świata w Piłce Nożnej.

## Filmografia

### Filmy fabularne
- 1961: Operation Eichmann jako Klaus
- 1965: Morituri jako oficer radiowy
- 1968: Dayton's Devils jako Max Eikhart
- 1969: 100 karabinów jako Franz Von Klemme
- 1970: Projekt Forbina jako dr Charles Forbin
- 1971: Ucieczka z Planety Małp jako dr Otto Hasslein
- 1972: The Judge and Jake Wyler jako Anton Granicek
- 1973: Portrait: A Man Whose Name Was John jako Gunter Kroll
- 1973: Lady Ice jako Peter Brinker
- 1973: Z dala od frontu (Death Race) jako Stoeffer
- 1974: The Ultimate Thrill jako Roland
- 1975: Śmiertelny krzyk (Death Scream) jako Kosinsky
- 1977: Chrabąszcz jedzie do Monte Carlo jako Bruno Von Stickle
- 1978: Pirania jako pływak
- 1979: The Power Within jako Stephens
- 1980: The Aliens Are Coming jako Leonard Nero
- 1983: Pan mamuśka (Mr. Mom) jako Victor
- 1990: Ambulans jako doktor
- 1993: A Perry Mason Mystery: The Case of the Wicked Wives (TV) jako David Morrison
- 1997: Titanic jako John Jacob Astor IV
- 1998: Postrzelone bliźniaki jako Elton Deedle
- 2006: 3055 Jean Leon
- 2008: The Man Who Came Back jako Reese Paxton

### Seriale TV
- 1963, 1965: Combat! jako Hans Gruber/Ecktmann
- 1966–67: Mission: Impossible jako Andrei Fetyakov
- 1966–68: The Rat Patrol jako Hans Dietrich
- 1969: Hawaii Five-O jako dr Paul Farrar
- 1970: The Mask of Sheba jako dr Morgan
- 1970: The Young Rebels jako Zanker
- 1970: Hawaii Five-O jako Klaus Marburg
- 1971: Gunsmoke – Jaekel jako Carl Jaekel
- 1971: Bearcats! jako Reinert
- 1972: The Judge and Jake Wyler jako Anton Granicek
- 1972: Hawaii Five-O jako Djebara
- 1973: The Adulteress jako Hank Baron
- 1973: The Six Million Dollar Man jako Findletter
- 1974: Kolchak: The Night Stalker jako Bernhardt Stieglitz
- 1974: Banacek jako Paul Bolitho
- 1974: The Ultimate Thrill jako Roland
- 1975: Wonder Woman jako Evan Donaldson
- 1977: The Mary Tyler Moore Show jako Karl Heller
- 1977: Kojak jako Kenneth Krug
- 1977: Chrabąszcz jedzie do Monte Carlo (Herbie Goes to Monte Carlo) jako Bruno von Stickle
- 1979: CHiPs jako senator Lerwin
- 1980-: Żar młodości jako Victor Newman
- 1981: Aniołki Charliego jako John Reardon
- 1990: Uśmiechy losu (Lucky/Chances) jako Dimitri Stanislopolous
- 1990: Pomoc domowa jako Frank Bradley Sr.
- 1995: Diagnoza morderstwo w roli samego siebie
- 1999: Moda na sukces jako Victor Newman
- 2008: Jak poznałem waszą matkę jako Robin Scherbatsky Sr.